# Bussy (Centro-Valle della Loira)
Bussy è un comune francese di 368 abitanti situato nel dipartimento dello Cher, nella regione del Centro-Valle della Loira.

## Società

### Evoluzione demografica
Abitanti censiti